# Víctor Álvarez (personaje)
Víctor Álvarez es un superhéroe de Marvel Comics. Es la tercera persona en utilizar el alias Power Man después de Atlas y Luke Cage.

## Historia de publicación
El personaje apareció por primera vez en Shadowland: Power Man, en 2010 y fue creado por Fred Van Lente y Mahmud Asrar. El personaje apareció posteriormente en una miniserie spin-off, Power Man and Iron Fist, al año siguiente. Power Man luego aparecería en "The Chosen", una historia en la antología Fear Itself: The Home Front.
Power Man apareció como un personaje secundario en Avengers Academy comenzando con la edición # 21 (enero de 2012), haciendo apariciones ocasionales en toda la serie.
A partir de septiembre de 2013, aparece como uno de los personajes principales en el relanzamiento de Mighty Avengers en Marvel NOW!.

## Biografía del personaje
Víctor Álvarez se introdujo por primera vez como un adolescente dominicano del barrio de Hell’s Kitchen en la ciudad de Nueva York. Es hijo de Reina Álvarez y Shades. Cuando era niño, fue sorprendido en una explosión causada por el villano Bullseye que resultó en la muerte de más de 100 personas. Victor sobrevivió de alguna manera por el uso de una técnica que conducía el chi de los cadáveres a su alrededor permitiéndole tener temporalmente una fuerza y durabilidad sobrehumana.
Algún tiempo después, durante la historia de Shadowland, Víctor tomó el nombre de Power Man y comenzó a usar sus habilidades para luchar contra el crimen como un héroe de paga, haciendo publicidad de sus servicios en sitios como Craigslist. Las hazañas de Victor finalmente llamaron la atención de Luke Cage, un miembro de los Vengadores que había utilizado una vez el nombre de Power Man. Cage y su compañero Iron Fist eventualmente entienden que Víctor es el hijo de Shades, un supervillano dominicano con el que Cage había luchado años atrás. Aunque a Víctor no le agradan ni Cage ni Iron Fist, finalmente se une a ellos para ayudar a los demás héroes a luchar contra Matt Murdock y su ejército de ninjas de La Mano.
Durante la historia de Fear Itself, Power Man termina teletransportado a una estación en medio del Océano Pacífico con Amadeus Cho, Spider-Girl, Thunderstrike y X-23. Pelean con un grupo de hombres tiburones samurái. Power Man es parte de una nueva clase de estudiantes cuando la Avengers Academy se traslada a la antigua sede West Coast Avengers.
Durante la historia de Infinity, Power Man ayudó a Heroes for Hire para detener a los hombres de Plunderer de robar partes de robot. Después de que Spider-Man (la mente del Doctor Octopus en el cuerpo de Peter Parker) detuviera a Plunderer, llamó a Mercenarios Heroes for Hire frente a Power Man. Mientras que en un café con Luke Cage, Power Man expresa su deseo de atacar a Spider-Man, Luke está más preocupado por las consecuencias para su familia. Power Man luego planea comenzar su propia versión de los Vengadores.

## Poderes y habilidades
Como resultado de la explosión traumática durante su infancia, Power Man posee la capacidad de extraer energía chi de quienes lo rodean y temporalmente otorgarse fuerza y fortaleza sobrehumanas. Al utilizar este poder, el color de la piel de Victor cambia a un rojo brillante. Esta técnica es similar a la que le da a Iron Fist sus habilidades, algo que el héroe comentó durante su primer encuentro con Victor. Victor Álvarez viste un traje amarillo y negro con adornos de metal, similar al aspecto de Luke Cage, el primer (heroico) Power Man.